# Всевидящее око (телесериал)
«Всевидящее око» (англ. The Watchful Eye) — американский драматический телесериал, премьера состоялась 30 января 2023 года на телеканале Freeform.
30 июня 2023 года телеканал Freeform закрыл телесериал после одного сезона.

## Сюжет
Елена Сантос устраивается работать няней с проживанием в богатой семье на Манхэттене. Девушка попадает в мир денег и смертельных секретов, однако она и сама скрывает тайны.

## В ролях

### Основной состав
- Мэриэл Молино
- Уоррен Кристи
- Эми Экер
- Джон Майкл Экер
- Алайя Ройял
- Лекс Лампкин
- Генри Джозеф Самири
- Келли Бишоп